# No. 10 Commando
10-й Інтернаціональний загін британських командос (англ. No. 10 (Inter-Allied) Commando) — підрозділ спеціального призначення британських командос, що структурно входив до складу британської армії за часів Другої світової війни. Загін комплектувався особовим складом добровольців, котрий не належав до громадян Британської імперії, а надходив з колишніх військових країн з окупованої німцями Європи. В основному це були військовики Франції, Бельгії, Нідерландів, Норвегії, Данії, Польщі та Югославії, що організовувалися за національною ознакою в окремі підрозділи, відомі, як взводи. Загін призначався для підтримки інших формувань від європейських країн, що діяли разом з британською армією. No. 10 Commando бився на території Північно-Західної Європи, на Середземномор'ї, у Скандинавії та в Бірмі, діючи переважно невеликими групами, що взаємодіяли з регулярними формуваннями.

## Групи 10-го загону
- 1-ша (Французька) група (англ. No. 1 French Troop). Чисельність 40 осіб.
- 2-га (Голландська) група (англ. No. 2 Dutch Troop). Чисельність 62 особи.
- 3-тя група («X») (англ. No. 3 Troop ("X" Troop)). Чисельність 130 осіб.
- 4-та (Бельгійська) група (англ. No. 4 (Belgian) Troop). Чисельність 107 осіб.
- 5-та (Норвезька) група (англ. No. 5 (Norwegian) Troop).
- 6-та (Польська) група (англ. No. 6 (Polish) Troop). Чисельність 91 особа.
- 7-ма (Середземноморська) група (англ. No. 7 (Mediterranean) Troop). Чисельність 22 особи.
- 8-ма (Французька) група (англ. No. 8 (French) Troop). Чисельність 45 осіб.